# 每日镜报
《每日镜报》（英語：Daily Mirror）是英国一家创立于1903年的小型报。现为三一镜报集团旗下。在该报历史上曾有两次改名为《镜报》，此名称也是英国对该报的流行称法。2011年4月，《每日镜报》日发行量为1172785份。其姐妹报纸为《星期日镜报》。